# Rosa uniflorella
Rosa uniflorella es una especie de planta del género Rosa, de la familia Rosaceae.

## Taxonomía
Rosa uniflorella fue descrita por Buzunova en 1994.

## Distribución
Se encuentra en el territorio sudeste de China.